# Kierityksenjärvi (Jukkasjärvi socken, Lappland, 753382-176902)
Kierityksenjärvi är en sjö i Kiruna kommun i Lappland och ingår i Torneälvens huvudavrinningsområde. Kierityksenjärvi ligger i Torne och Kalix älvsystem Natura 2000-område.